# Верх-Бобровка (Косіхинський район)
Верх-Бобро́вка (рос. Верх-Бобровка) — село у складі Косіхинського району Алтайського краю, Росія. Входить до складу Полковниковської сільської ради.

## Населення
Населення — 202 особи (2010; 321 у 2002).
Національний склад (станом на 2002 рік):
- росіяни — 95 %